# Horst Weller
Horst Weller (* 21. Oktober 1954 in Siegen) ist ein deutscher Chemiker. Seit 1994 lehrt er als Professor für Physikalische Chemie an der Universität Hamburg. 
Weller hat Chemie an der Universität Göttingen studiert. Seine Doktorarbeit schrieb er als Mitarbeiter am Max-Planck-Institut für Biophysikalische Chemie in Göttingen. Danach arbeitete er am Hahn-Meitner-Institut in Berlin. 1991 erhielt er den Nernst-Haber-Bodenstein-Preis der Deutschen Bunsengesellschaft für Physikalische Chemie, 2012 den Julius-Springer-Preis.
Sein Forschungsschwerpunkt ist die kolloidale Herstellung von Nanopartikeln und deren Charakterisierung.
Seit 2005 ist Horst Weller Ordentliches Mitglied der Akademie der Wissenschaften in Hamburg.